# Penicillaria dinavaensis
Penicillaria dinavaensis là một loài bướm đêm trong họ Noctuidae.